# Chokepoint Capitalism
Chokepoint Capitalism: How Big Tech and Big Content Captured Creative Labor Markets and How We'll Win Them Back es un libro de no ficción de Rebecca Giblin y Cory Doctorow, publicado en 2022 por Scribe en Australia y el Reino Unido y Beacon Press en los Estados Unidos. Chokepoint Capitalism (capitalismo de estrangulamiento, en español) es también un término acuñado por Giblin y Doctorow para describir el fenómeno de poderosas corporaciones que sistemáticamente "estrangulan" sus mercados encerrando a compradores y vendedores, eliminando la competencia y finalmente usando su poder de mercado para exprimir más de una parte justa del valor.
Aunque Giblin y Doctorow sostienen que los puntos de estrangulamiento son una característica definitoria de las economías modernas, el libro se centra principalmente en los puntos de estrangulamiento en los mercados creativos.

## Sinopsis
En la primera mitad del libro, los autores sostienen que empresas como Spotify, Live Nation, Amazon, Audible y Google (a través del control de los mercados publicitarios y de YouTube) han creado mercados de monopsonio en los que son funcionalmente los únicos compradores en los mercados laborales creativos. Esto les da el poder de extraer más valor de los trabajadores creativos y de los inversores de lo que sería posible en un mercado competitivo.
Los autores sostienen que cada una de estas corporaciones utiliza el mismo manual para capturar mercados: primero afianzando a los usuarios, luego afianzando a los proveedores y finalmente eliminando la competencia. Demuestran estas técnicas en acción en una variedad de mercados creativos, incluidos libros físicos y audiolibros, música grabada, noticias, transmisión de música, desarrollo de aplicaciones y escritura de guiones.
La segunda mitad del libro propone una gama de ideas para ampliar estos puntos críticos y ofrece modelos técnicos, comerciales y legales para aficionados, artistas, organizaciones artísticas, tecnólogos y creadores de políticas, desde el gobierno local hasta el nivel de los tratados internacionales.

## Recepción
Una reseña destacada en Publishers Weekly describió el libro como "una lectura obligada para cualquiera que esté involucrado en estas industrias". En una reseña para The Guardian, Kitty Drake escribió: "El nivel de detalle del libro te hará que te duelan los ojos, pero da sus frutos". En The Conversation, Justin O'Connor describió el libro como "una llamada de atención". Oscar Williams escribió en una reseña para New Statesman que el "libro proporciona pasos prácticos para reequilibrar la economía cultural y empoderar a las personas cuyo trabajo impulsa las ganancias de otros". En una reseña para Journal of Librarianship and Scholarly Communication, Marco Schirone escribió que el libro "puede leerse como un trabajo académico en el campo del derecho de la propiedad intelectual y como una herramienta crítica para el activismo".
El libro ha recibido elogios de varias figuras públicas, como los escritores Margaret Atwood y David Sirota, el comediante Stephen Fry, los profesores de derecho Zephyr Teachout, Lawrence Lessig y Jane C. Ginsburg, y el cofundador de Wikipedia Jimmy Wales. El libro fue incluido en la lista de los mejores libros de 2022 del Financial Times, donde el economista Tim Harford lo calificó como "inteligente, agudo, radical y ameno". También inspiró al expresidente del Sindicato de Escritores de Estados Unidos, David A. Goodman, a escribir el episodio 'Related to Items You’ve Viewed' de la octava temporada de Futurama.